# Madison (Minnesota)
 For alternative betydninger, se Madison. (Se også artikler, som begynder med Madison)
Madison er en amerikansk by og administrativt centrum i det amerikanske county Lac qui Parle County i staten Minnesota. I 2000 havde byen et indbyggertal på 1.768.

## Ekstern henvisning
- Madisons hjemmeside (engelsk)

45°00′35″N 96°11′45″V / 45.009722222222°N 96.195833333333°V